# Фінська затока
Фі́нська зато́ка (фін. Suomenlahti, ест. Soome laht, швед. Finska viken, рос. Финский залив) — затока на сході Балтійського моря, омиває береги Фінляндії, Росії і Естонії. Західною межею затоки вважається уявна лінія між півостровом Ханко і мисом Пиизаспеа (знаходиться біля острова Осмуссаар).

## Фізико-географічна характеристика

### Історія формування
У палеозойську еру 300—400 мільйонів років тому вся територія сучасного басейну Фінської затоки була покрита морем. Осадові відкладення того часу — пісковики, піски, глини, вапняки — покривають потужною товщею (понад 200 м) кристалічний фундамент, що складається з гранітів, гнейсів і діабазів. Сучасний рельєф утворився в результаті діяльності льодовикового покриву (останнє, Валдайське заледеніння було 12 тисяч років тому). Після відступання льодовика утворилося Литоринове море, рівень якого був на 7—9 м вище сучасного. Рівні льодовикових водойм поступово знижувалися, а їх площа зменшувалася. У зв'язку з цим на колишньому дні водойм утворилися тераси, які сходинками спускаються до Фінської затоки. 4 тисячі років тому море відступило і мілини Фінської затоки перетворилися на острови. Сучасна більш сильна гляціоізостазія Скандинавського щита призвело до перекосу поверхні Фінської затоки. З цієї причини північні береги затоки — піднесені й скелясті, а південні — підтоплені.

### Рельєф дна і гідрографія затоки
Площа Фінської затоки — 29,5 тис. км². Довжина затоки від півострова Ханко до Санкт-Петербурга — 420 км ширина від 70 км до 130 км в найширшій частині (на меридіані острова Потужний), у Невській губі ширина зменшується до 12 км. Фінська затока є мілководною. Профіль дна зменшується у напрямку від горла до вершини. Середня глибина — 38 м, максимальна глибина — 121 м, глибина Невської губи — 6 м і менше, а в береговій смузі — до 1 м. По дну Невської губи для проходу суден прокладений морський канал.
У зв'язку з великим притоком прісної води з річок, особливо з Неви, вода затоки має дуже невелику солоність (від 0,2 до 5,8 ‰ біля поверхні та від 0,3 до 8,5 ‰ біля дна). Середня температура води взимку близько 0 °C, влітку 15—17 °C на поверхні та 2—3 °C біля дна. Затока замерзає з кінця листопада до кінця квітня (в теплі зими може не замерзати цілий рік). Замерзання починається зі східної частини затоки й поступово поширюється на захід. Характерні сильні вітрові хвилі і нагони води при західних вітрах, що призводять до повенів.
Північні береги Фінської затоки — піднесені та звивисті, фіордно-шхерні з рідкими великими затоками (Виборська) і півостровами (Ханко, Порккала). Берег затоки в основному пологий з піщаними дюнами і береговими валами. У самого берега дрібні піски, тут можна побачити порослі соснами «білі дюни».
Південні береги — підтоплені, вздовж усього берега проходить Балтійсько-Ладозький уступ висотою до 40 м. Південніше уступа простягається ордовицьке плато. Західна, підвищена його частина, що має назву Іжорської височини (до 168 м), обмежує з півдня басейн Фінської затоки. Відмітна її риса — майже повна відсутність річок і озер. У межах Кургальского півострова сформований особливий рельєф, обумовлений Курголовським плато, що спускається до моря уступами, які також служили берегами древньому Литоріновому морю. Південні береги з одного боку відносно вирівняні, слабо звивисті (як у східній Естонії), з іншого боку більш порізані (як в західній Естонії й в Росії, де є глибокі затоки — Нарвська, Копорска, Лужська губа, розділені Кургальським, Сойкінським і Каравалдайським півостровами).
На сході Фінська затока закінчується Невською губою, на заході зливається з відкритими районами Балтійського моря. Крайню західну частину Фінської затоки називають горлом, а крайню східну — вершиною.
|                                                  |
| Узбережжя затоки біля Комарово (Санкт-Петербург) |

|                     |
| Острови у Гельсінкі |

|                                             |
| Вид на затоку з таллінської церкви Олевисте |

|                            |
| Рибалки на Фінській затоці |

|                  |
| Кронштадт взимку |

## Клімат
Акваторія затоки лежить в перехідній зоні від морської до континентальної області помірного кліматичного поясу. Увесь рік панують помірні повітряні маси. Переважає західний перенос. Значні сезонні коливання температури повітря. Зволоження остатнє. Цілий рік переважає циклонічна діяльність, погода мінлива, часті шторми. Достатньо тепла зима з нестійкою дощовою погодою, сильними вітрами; літо досить прохолодне з більш лагідною погодою.

## Біологія
Акваторія затоки розташовується в балтійськоморському екорегіоні бореальної атлантичної зоогеографічної провінції. У Зоогеографічно донна належить до атлантичної області бореальної зони.
Більша частина узбережжя затоки покрита тайгою, що складається з лісів, луків і боліт. Лісова рослинність представлена сосновими і ялиновими лісами, а також листяними лісами (береза, верба, горобина, осика, чорна і сіра вільха). Протягом всієї Фінської затоки зустрічаються ділянки водно-болотної рослинності, що складаються переважно з очерету озерного і очерету звичайного, а також росте велика кількість водних рослин — латаття біле, латаття жовте, уруть колосиста і мутовчата, осока гостра, двукісточник тростинний, валеріана приморська, клубнекамиш морський. Водна флора на мілководді затоки представлена такими рослинами, як різуха морська, руппія коротконожкова, штукенія зостеровидна та інші.
На південному березі Фінської затоки знаходяться декілька особливо охоронюваних природних територій — орнітологічний заказники Кургальский, Лебедячий і Котельский.
Останнім часом на берегах Фінської затоки часто знаходять дитинчат сірого тюленя і балтійської кільчастої нерпи. Види занесені до Червоної книги як рідкісні та вразливі.
У водах Фінської затоки водяться атлантичний лосось, бельдюга, бичкові, вівсянка, в'юн, головень європейський, мересниця річкова, плоскирка, ялець, йорж, карась, колючкові, корюшка, краснопірка, пструг струмковий, лин, звичайна іглиця, минь річковий, окунь, пічкур, пінагор, плітка, мінога, Coregonus albula, сарган, сиг, лящ, судак, в'язь, щука, щипавка, шпрот, оселедець, чехоня, верховодка, вугор, тріска. Промисловий вилов риби здійснюється навесні та восени. Тев'як і нерпа зустрічаються в затоці, але останній трапляється дуже рідко.

## Господарське значення
Для південного берега Фінської затоки характерне поєднання великих антропогенних об'єктів агрокомплексів, атомної електростанції, мережі портів і унікальних природних та історичних куточків.
Основними портами Фінської затоки є: Великий порт Санкт-Петербург, Виборзький, Приморськ, Висоцьк, Усть-Луга; у Фінляндії — Гельсінкі, Котка, Ханко, Турку; в Естонії — Таллінн, Сілламяе. Фінська затока є великою водною магістраллю, що входить до складу Волго-Балтійського водного шляху і Біломорсько-Балтійського каналу.
У Фінській затоці розвинене рибальство. Найважливішими місцями лову в затоці є його північне узбережжя в районі Виборга-Приморська і південний берег в районі Усть-Луги. Промислове значення мають салака, кілька, корюшка, сиг, лящ, плітка, окунь, вугор, мінога та інші.
28 лютого 2014 року Фінляндія та Естонія уклали договір щодо прокладення газопроводу Balticconnector, який має пройти по дну Фінської затоки та з'єднати Фінляндію з газовими мережами країн Балтії. Крім того, було укладено меморандум про наміри щодо будівництва терміналів зрідженого газу на фінському й естонському берегах затоки.
|                              |                              |                            |                           |
| Великий порт Санкт-Петербург | Поруч з Талліннською гаванню | Вид з повітря на Гельсінкі | Санкт-Петербурзька гребля |